# Vlag van Nordland

Vlag van Nordland

De vlag van Nordland is op 15 januari 1965 officieel ingesteld als de provincievlag van de Noorse provincie Nordland. De vlag toont een zwarte boot met een wimpel in een geel veld. Een natuurlijk symbool van het kustgebied is een boot. De vorm ervan is enigszins veranderd sinds de tijd van de Vikingen tot voor kort.
De vlag toont hetzelfde beeld als het gemeentewapen.

## Verwante afbeeldingen

Wapen van Nordland